# غريب عبد الحافظ
عميد أركان حرب غريب عبد الحافظ غريب هو ضابط بالجيش المصري، يشغل حالياً منصب المتحدث العسكري للقوات المسلحة المصرية منذ 12 يونيو 2021 خلفاً للعميد تامر محمد محمود الرفاعي.
التأهيل العلمى و العسكري:
- بكالوريوس العلوم العسكرية (الكلية الحربية).
- الفرق التعليمية الحتمية بسلاح الإشارة.
- فرقة القفز الأساسية بالمظلات.
- فرقة معلمى صاعقة راقية.
- دورة أمن المواصلات و سرية المعلومات.
- دورة الأمن المحلية.
- ماجيستير علوم عسكرية (كلية القادة و الأركان).
- ماجيستير علاقات دولية (جامعة حلوان).
- دبلومة موارد بشرية (جامعة حلوان).
- ماجيستير فى الدراسات الإستراتيجية و الأمنية (جامعة القاهرة).
- دورة إعادة القادة المبكر (الأكاديمية العسكرية للدراسات العليا والإستراتيجية).
- دورة الدراسات الإستراتيجية و الأمن القومى (الأكاديمية العسكرية للدراسات العليا والإستراتيجية).
- دورة صناع القرار (الأكاديمية العسكرية للدراسات العليا والإستراتيجية).
- دورة إدارة الأزمات و التفاوض (الأكاديمية العسكرية للدراسات العليا والإستراتيجية).
- دورة تأهيل ضباط مخابرات.

البعثات الخارجية:
- دورة آلية القيادة و السيطرة و تأمين الإتصال بالصين.
- الدورة الدولية لقادة الكتائب بألمانيا
- الدورة الأساسية للإعلام و التواصل مع الرأى العام لحلف الناتو باليونان.

الوظائف الرئيسية:
- جميع الوظائف الحتمية بسلاح الإشارة
- العمل فى مجال آلية القادة و السيطرة تأمين الأتصال بقوات الدفاع الجوى.
- العمل فى مجال التخطيط و العمليات.

الأنواط و الميداليات:
- نواط الواجب العسكرى من الطبقة الأولى.
- ميدالية الخدمة الطويلة و القدوة الحسنة.
- ميداليات [ العيد 25 لإنتصار أكتوبر - العيد 50 لثورة يوليو - العيد 25 لتحرير سيناء - 25 يناير 2011 - 30 يونيو 2013 - اليوبيل الذهبى لإدارة المخابرات الحربية و الإستطلاع].